# René Sócrates Sándigo Jirón
René Sócrates Sándigo Jiron (Diria, 19 de abril de 1965) é um clérigo católico romano nicaraguense e bispo de León en Nicarágua.
O Bispo de Granada, Leovigildo López Fitoria CM, o ordenou sacerdote em 11 de julho de 1992.
O Papa João Paulo II o nomeou Bispo de Juigalpa em 28 de outubro de 2004. O Arcebispo de Manágua, Cardeal Miguel Obando Bravo SDB, concedeu sua consagração episcopal em 22 de janeiro do ano seguinte; Os co-consagradores foram Jean-Paul Aimé Gobel, Núncio Apostólico na Nicarágua, e Leopoldo José Brenes Solórzano, Bispo de Matagalpa.
O Papa Francisco o nomeou Bispo de León na Nicarágua em 29 de junho de 2019. A posse ocorreu em 24 de agosto do mesmo ano.